# Johannes Mochinger

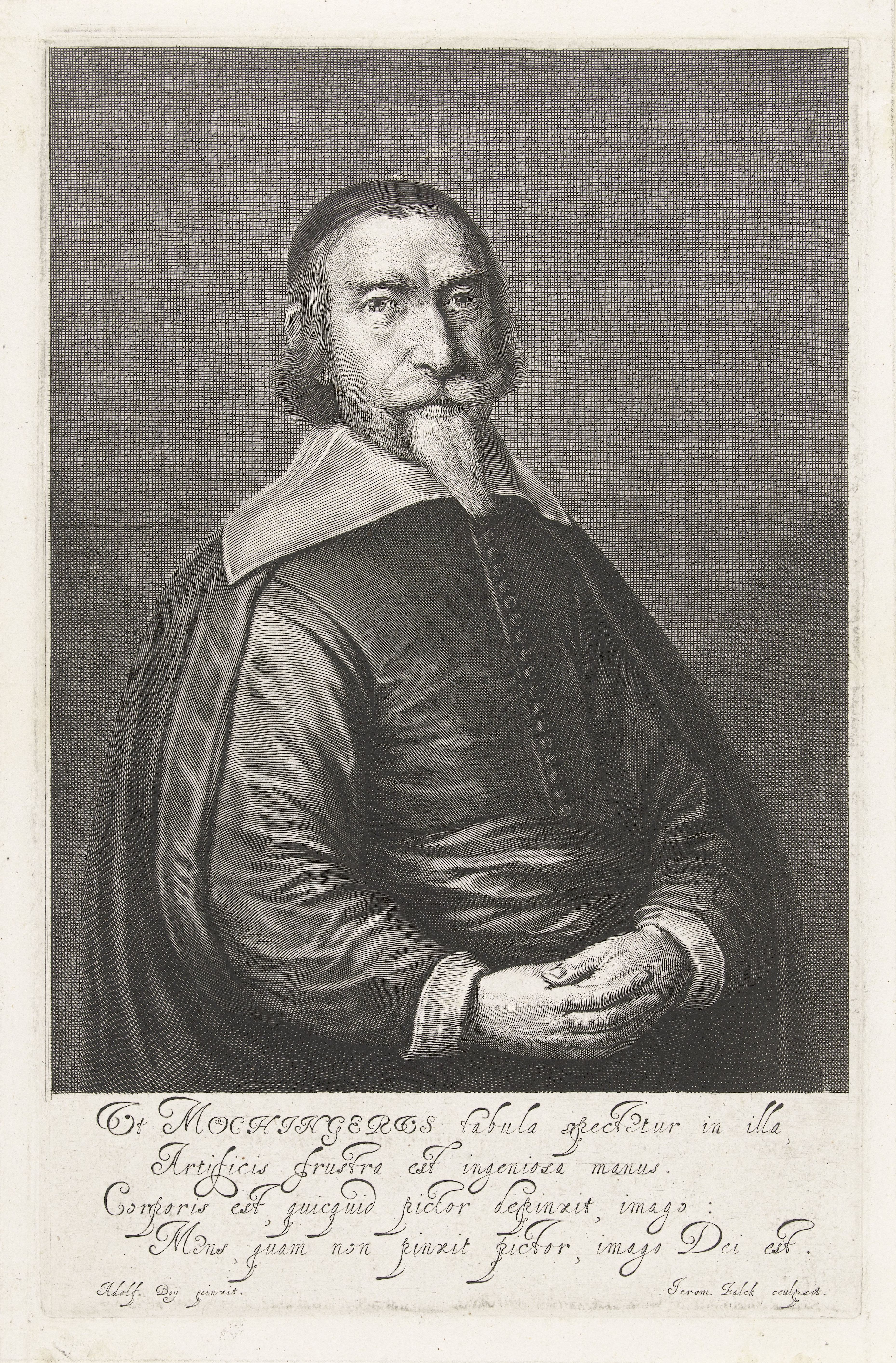
Porträt zwischen 1646 und 1670 entstanden

Johannes Mochinger (auch Johann oder Jan Mochinger; * 20. März 1603 in Danzig; † 12. Oktober 1652 ebenda) war ein deutscher lutherischer Theologe und Geistlicher.

## Leben
Mochinger absolvierte seine Schul- und Studienzeit an den hochschulischen Gymnasien von Danzig und Thorn. Mit dieser Vorbildung besuchte er im Rahmen einer großen Europareise mehrere Universitäten, bevor er sich 1626 an der Universität Straßburg niederließ. Dort wirkte er bis 1628. Anschließend kehrte er in seine Heimatstadt nach Danzig zurück.
Mochinger wurde 1629 in Danzig Diakon an der dortigen Katharinenkirche. 1630 erhielt er außerdem die Ernennung zum Professor der Eloquenz am Akademischen Gymnasium der Stadt. Schließlich ernannte man ihn außerdem 1638 zum Pfarrer der Danziger Katharinenkirche. Vom Danziger Stadtrat wurde er 1645 zum Thorner Religionsgespräch entsandt.

## Werke (Auswahl)
- Histori Von dem Todt unnd Begräbnus Sarae, Rhete, Danzig 1631.
- Derer Biß an den Todt Christo getrewen Lebens- und Ehren-Krone, Rhete, Danzig 1638.
- Orator Atque Rhetorista Penicillo , Danzig 1641.
- Ad audiendas declamationes tres diverso habitas tempore, invitationes, Rhete, Danzig 1642.
- Hermathenae Gymnasii Gedanensis, Rhete, Danzig 1651.
- Eloquentiae studiosis, Gedanensis nostri Athenaei domesticis, cum voto profectuum serio, operam defero meam, Johannes Mochingerus, Danzig 1652.
- De magno pietatis mysterio, Rhete, Danzig 1652.